# Grado di reazione
Nello studio delle turbomacchine, il grado di reazione è un parametro adimensionale definito come il rapporto fra il salto di entalpia (e quindi, in ipotesi di isoentropicità, di pressione) nella sola parte rotorica e quello totale di un intero stadio della turbomacchina. Indica quindi la ripartizione di tale salto tra la parte fissa e quella mobile.
{\displaystyle R={\frac {\Delta H_{\mathrm {rotore} }}{\Delta H_{\mathrm {totale} }}}={\frac {\Delta H_{\mathrm {rotore} }}{\Delta H_{\mathrm {rotore} }+\Delta H_{\mathrm {statore} }}}}

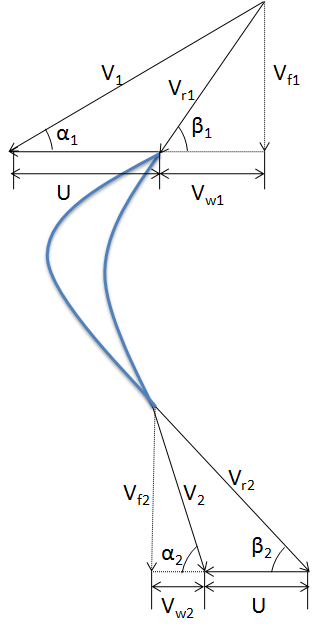
Triangoli di velocità all'ingresso e all'uscita di una paletta rotorica di turbina ad azione

Può anche essere calcolato a partire dalle velocità ottenute dai triangoli di velocità, e in questo caso prende il nome di grado di reazione cinematico, anche se tale definizione è meno rigorosa della precedente, in quanto per stadi di turbina ad azione "reali" può dare valori di R leggermente minori di zero.
Rimanendo nel caso ideale, definendo in questo caso {\displaystyle V} le velocità assolute del fluido, {\displaystyle Vr} le velocità relative e {\displaystyle U} la velocità di trascinamento rotorica, ed assegnando gli indici 1 e 2 rispettivamente per l'ingresso e l'uscita della parte rotorica, il grado di reazione cinematico assume la forma:
{\displaystyle R={\frac {Vr_{\mathrm {2} }^{2}-Vr_{\mathrm {1} }^{2}+U_{\mathrm {1} }^{2}-U_{\mathrm {2} }^{2}}{V_{\mathrm {1} }^{2}-V_{\mathrm {2} }^{2}+Vr_{\mathrm {2} }^{2}-Vr_{\mathrm {1} }^{2}+U_{\mathrm {1} }^{2}-U_{\mathrm {2} }^{2}}}}
Questo perché sul rotore si conserva la Rotalpia, definita come:
{\displaystyle i=H+(Vr^{2})/2-(U^{2})/2},
quindi con {\displaystyle i_{2}=i_{1}},da cui {\displaystyle \Delta i=0} avremo:
{\displaystyle \Delta H_{rotore}=(Vr_{2}^{2}-Vr_{1}^{2})/2+(U_{1}^{2}-U_{2}^{2})/2}.
Sullo statore, invece, si conserva l'Entalpia totale. Assumendo che le velocità assolute in ingresso ed in uscita dallo stadio siano uguali, si ottiene:
{\displaystyle \Delta H_{statore}=(V_{1}^{2}-V_{2}^{2})/2}
Quindi, sostituendo nella definizione di grado di reazione otteniamo:
{\displaystyle R={\frac {Vr_{\mathrm {2} }^{2}-Vr_{\mathrm {1} }^{2}+U_{\mathrm {1} }^{2}-U_{\mathrm {2} }^{2}}{V_{\mathrm {1} }^{2}-V_{\mathrm {2} }^{2}+Vr_{\mathrm {2} }^{2}-Vr_{\mathrm {1} }^{2}+U_{\mathrm {1} }^{2}-U_{\mathrm {2} }^{2}}}}
che in caso di turbina assiale ({\displaystyle u_{\mathrm {2} }=u_{\mathrm {1} }}), assume la forma semplificata:
{\displaystyle R={\frac {Vr_{\mathrm {2} }^{2}-Vr_{\mathrm {1} }^{2}}{V_{\mathrm {1} }^{2}-V_{\mathrm {2} }^{2}+Vr_{\mathrm {2} }^{2}-Vr_{\mathrm {1} }^{2}}}}

## Tipologie
A seconda del valore del grado di reazione le turbomacchine, siano esse operatrici (compressori) o motrici (turbine), possono essere categorizzate in differenti tipologie, in particolare:
- per grado di reazione uguale a zero ({\displaystyle R=0}) si parla di macchina ad azione "pura" (o ad impulso); il salto di pressione viene sviluppato esclusivamente nella parte statorica (aumentando o diminuendo la velocità assoluta) e nella parte rotorica avviene solo una deviazione del flusso (inteso come velocità relativa, che mantiene quindi il suo modulo costante: infatti i rotori per una macchina ad azione pura sono perfettamente simmetrici. La velocità assoluta viene però variata, aumentata in un compressore, perché si fornisce energia cinetica al fluido e diminuita in una turbina, dove si sottrae energia cinetica al fluido per muovere i rotori).;
- per grado di reazione compreso tra zero e l'unità ({\displaystyle 0<R<1}) si parla di macchina a reazione; il salto di pressione viene elaborato in parte nello statore e in parte nel rotore; la velocità relativa in uscita dal rotore è quindi diversa da quella in ingresso (maggiore in una turbina, minore in un compressore);
- per grado di reazione uguale a uno ({\displaystyle R=1}) si parla di macchina a reazione "pura"; il salto di pressione viene sviluppato tutto nella parte rotorica.

Esempi di turbina ad azione possono essere visti nella turbina Pelton o nella turbina Curtis; generalmente, nelle turbine a vapore vengono alternati in vario modo stadi ad azione e stadi a reazione, sovente ponendo uno o più stadi ad azione nella parte anteriore dato che, pur se con rendimenti inferiori, possono gestire salti entalpici maggiori e permettono la parzializzazione del flusso.